# Dion Dixon
Diontae "Dion" Dwayne Dixon, né le  24 décembre 1989 à Chicago (Illinois), est un joueur de basket-ball américain. Il joue au poste de Meneur ou arrière.

## Carrière
Le 1er décembre il remporte la Coupe de la Fédération 2017 avec le Club africain. Après avoir battu l'Étoile sportive de Radès (73-77) en demi-finale à Radès et l'Étoile sportive du Sahel (73-70) en finale à la salle de Bir Challouf à Nabeul, il est le meilleur buteur de la finale avec 21 points.

## Clubs
- 2012-2013 : AEK Larnaca  ( Chypre)
- 2014 (3 mois) : Homenetmen Beyrouth ( Liban)
- 2014-2015 (3 mois) : KK MZT Skopje Aerodrom ( Macédoine)
- 2015 : Homenetmen Beyrouth ( Liban)
- 2016 (1 mois) : Club Sagesse ( Liban)
- 2016 (1 mois) : Marinos de Anzoátegui  ( Venezuela)
- 2017 (1 match) : Kymis BC ( Grèce)
- 2017 : Al-Ittihad Tripoli[2] ( Libye)
- 2017-2018 (4 mois) :  Club africain[3] ( Tunisie)
- 2018 (1 mois) : Urunday Universitario ( Uruguay)
- 2018 (2 mois) : Indios de San Francisco ( République dominicaine)
- 2018-2019 (9 mois) : Obras Sanitarias de Buenos Aires ( Argentine)
- 2019 : Al Wehda ( Arabie saoudite)
- 2020 : Club Deportivo Valdivia ( Chili)
- 2020 : Broncos de Caracas ( Venezuela)
- 2020-2021 : KB Peja ( Kosovo)

## Palmarès

### Clubs
- Champion de Chypre : 2013
- Champion du Venezuela : 2015
- Coupe de la Fédération Tunisienne : 2017

### Distinctions personnelles
- Meilleur joueur du Championnat du Liban : 2014[4]
- Meiller arrière du Championnat du Liban : 2014
- Meilleur étranger du Championnat du Liban : 2014
- Meilleur débutant du Championnat du Liban : 2014
- Nommé dans le cinq majeur du Championnat du Liban : 2014
- Nommé dans le cinq majeur étranger du Championnat du Liban : 2014